# Edificios KPD

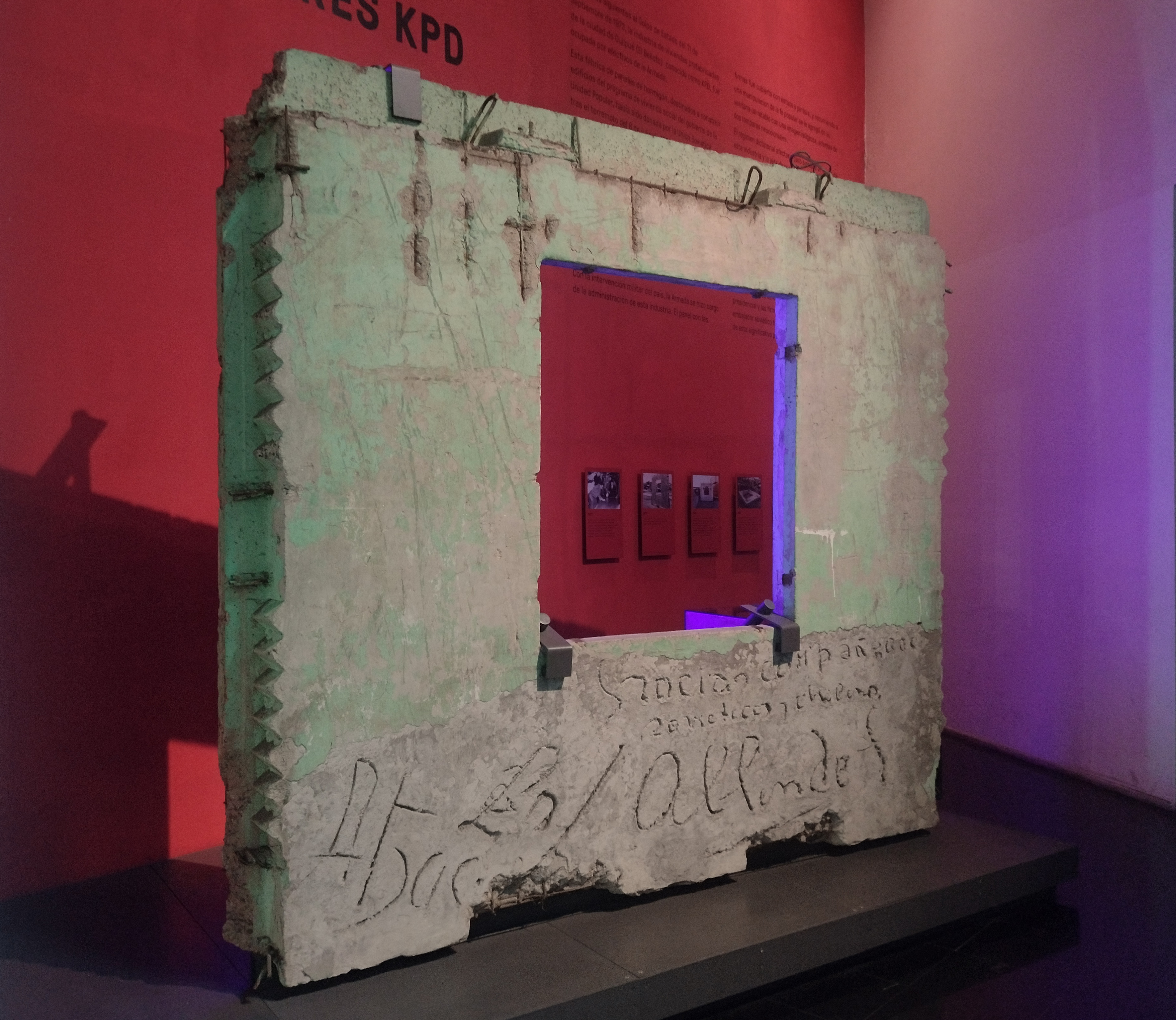
Panel de hormigón elaborado en la fábrica KPD de El Belloto, firmado por Salvador Allende y Aleksandr Básov durante su visita al recinto el 22 de noviembre de 1972.

Edificios KPD (sigla del concepto ruso «Крупнопанельное домостроение» o Krupnopanel'noye domostroyeniye; en español: «Construcción de viviendas con paneles grandes» o «gran panel constructivo») es el nombre que recibe un conjunto de edificios de viviendas construidos entre 1972 y 1979 en Chile mediante el sistema de forjados prefabricados de hormigón, elaborados en la fábrica construida en El Belloto, Quilpué.

## Fábrica
La industria de paneles prefabricados de hormigón fue una donación de la Unión Soviética hecha a Chile como ayuda tras el terremoto del 8 de julio de 1971 que afectó a la zona central del país; el 20 del mismo mes el embajador soviético, Aleksandr Básov, anunció al presidente Salvador Allende la entrega de dicho obsequio, mientras que el 28 llegó al país una delegación de cinco expertos soviéticos —encabezada por el arquitecto Konstantin Solovyov de la Municipalidad de Moscú, y compuesta por Evgeny Velichko, Suren Grigorievich Sarkisov, Iván Stepanov y Mijaíl Ylinsky— que recorrió la zona central del país hasta el 13 de agosto evaluando las alternativas sobre la ubicación definitiva de la fábrica. La documentación que establecía formalmente dicha donación fue firmada el 17 de agosto de 1971, fecha en que se definió la ubicación de la fábrica en El Belloto.
La primera piedra de la fábrica fue instalada el 29 de noviembre de 1971, mientras que el 14 de febrero de 1972 arribó a Valparaíso el barco «Anatoli Lunacharski» con los materiales necesarios para edificar la fábrica de paneles de hormigón. La fábrica comenzó su construcción en abril en un terreno de 6 hectáreas de superficie en el sector de El Belloto, en la comuna de Quilpué. El edificio administrativo, con una superficie de 3000 m², fue diseñado por los arquitectos Juan Cárdenas, José Covacevich y Raúl Farrú.
La fábrica KPD fue inaugurada por el presidente Salvador Allende el 22 de noviembre de 1972, y en dicha ocasión el mandatario estampó un saludo y su firma en el hormigón aun fresco de uno de los paneles, al igual que el embajador de la Unión Soviética en Chile, Aleksandr Básov; el panel fue ubicado en el acceso principal a la fábrica. Allende visitaría nuevamente la fábrica el 24 de enero de 1973; en aquel momento se señalaba que la meta inicial era producir mil paneles de hormigón armado al año, y que en 1974 se entregarían 1680 departamentos de 70 m² cada uno. La fábrica tenía alrededor de 300 trabajadores, y contaba también con presencia femenina entre las labores pesadas, incluidas 3 mujeres que se desempeñaban como operadoras de grúas.
El 2 de febrero de 1973 fue firmado un convenio entre la Corporación de la Vivienda (Corvi) y la fábrica KPD, a fin de agilizar la producción de paneles para construir nuevos edificios habitacionales. A fines del mismo mes se inició la construcción del primer conjunto de edificios KPD en Chile, instalado en el sector de Estero Viejo en El Belloto, los cuales fueron inaugurados el 15 de julio, convirtiéndose a la vez en el único proyecto de edificios KPD entregado durante el gobierno de la Unidad Popular; todos los demás proyectos fueron entregados con posterioridad al derrocamiento de Salvador Allende.
Luego del golpe de Estado del 11 de septiembre de 1973, la fábrica fue allanada por tropas de la Armada provenientes de la Base Aeronaval El Belloto y muchos de sus trabajadores fueron detenidos. El panel inaugural que se encontraba en el acceso a la fábrica fue modificado, siendo pintado de blanco y se le instaló una imagen de la Virgen del Carmen junto a dos farolas. En 1976 el nombre de la fábrica fue cambiado a «Viviendas Económicas Prefabricadas» (VEP) y continuó elaborando paneles de hormigón hasta 1979, siendo posteriormente cerrada y subastada hacia 1981. Desde 1995 el sitio que ocupaba la fábrica de KPD es utilizado como la sede principal de Laboratorios Knop.
El primer panel, firmado por Allende y Básov, fue hallado y rescatado en 2009 por un extrabajador de KPD en los terrenos de la fábrica. En 2014 formó parte de Monolith Controversies, exposición del pabellón chileno en la Bienal de Venecia, y el panel recuperado se encuentra desde noviembre de 2017 en el acceso al Museo de la Memoria y los Derechos Humanos desde la estación de metro Quinta Normal.

## Edificios
En total se construyeron 153 edificios de departamentos —con dimensiones entre 64 y 74 m²— con paneles elaborados en la fábrica KPD de Quilpué, los cuales se encuentran repartidos en las siguientes comunas:

### Región de Valparaíso

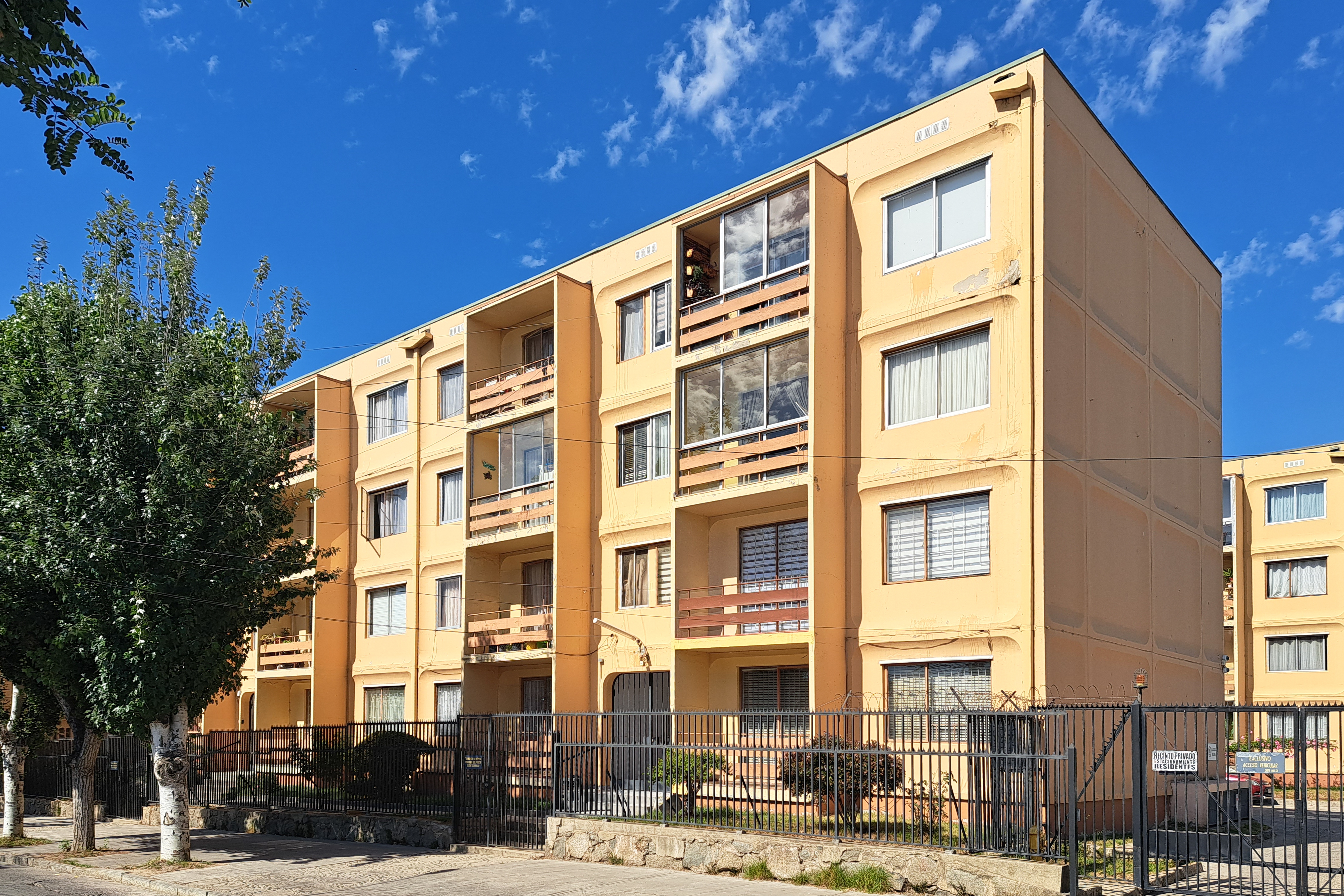
Vista del Conjunto KPD Villa Carmen en Quilpué.

| Comuna        | Conjunto                                              | Edificios |
| ------------- | ----------------------------------------------------- | --------- |
| Quilpué       | Estero Viejo, El Belloto                              | 33        |
| Quilpué       | Preventorio, El Belloto                               | 9         |
| Quilpué       | Villa Carmen                                          | 4         |
| Quilpué       | Schell                                                | ½         |
| Villa Alemana | Calle Lambert                                         | 18        |
| Viña del Mar  | Meseta El Gallo (Miraflores Alto)                     | 30        |
| Viña del Mar  | Santa Julia                                           | 2         |
| Viña del Mar  | Cincuentenario (1 Poniente entre 11 Norte y 12 Norte) | 1         |
| Viña del Mar  | Jardín del Mar, Reñaca                                | 6         |

### Región Metropolitana de Santiago

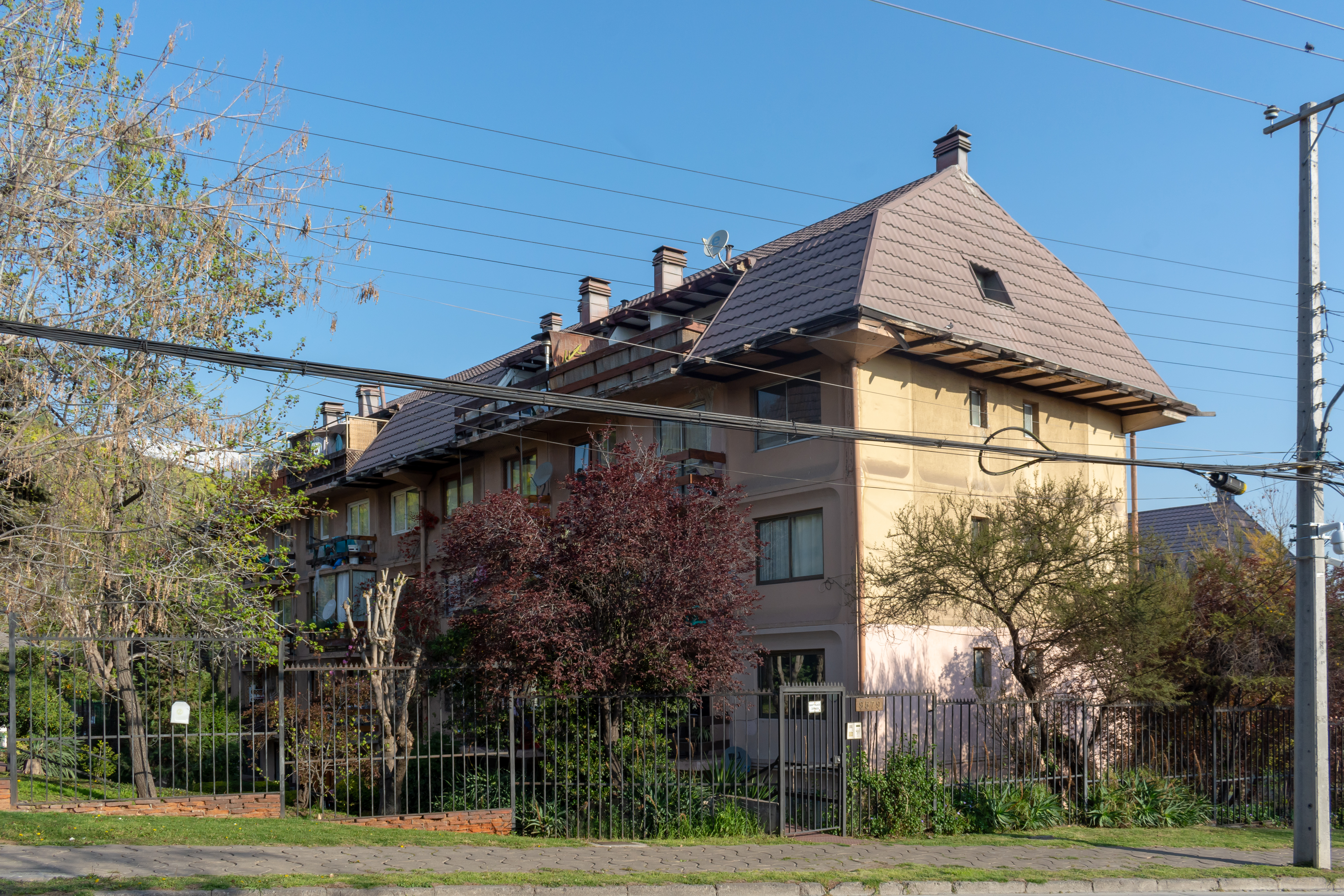
Vista de los Edificios KPD en Las Condes.

| Comuna     | Conjunto                                                      | Edificios |
| ---------- | ------------------------------------------------------------- | --------- |
| Las Condes | Vital Apoquindo con General Blanche.                          | 13        |
| Macul      | Quilín con Castillo Urízar (Santa Carolina).                  | 17        |
| Ñuñoa      | Avenida José Pedro Alessandri con Profesor Juan Gómez Millas. | 3         |
| Ñuñoa      | Holanda entre Irarrázaval y Cervantes.                        | 1         |
| Ñuñoa      | Irarrázaval con Monseñor Eyzaguirre.                          | 1         |
| Ñuñoa      | Pedro Torres entre Julio Zegers e Irarrázaval.                | 1         |
| Recoleta   | Avenida Recoleta con calle Raquel.                            | 1         |
| Recoleta   | Dardignac entre Loreto y Bombero Núñez.                       | 1         |
| Santiago   | Curicó entre Camilo Henríquez y Renato Zanelli.               | 7         |